# Yverdon-Sport Football Club 2008-2009
Questa voce raccoglie le informazioni riguardanti l'Yverdon-Sport Football Club nelle competizioni ufficiali della stagione 2008-2009.

## Stagione
Nella stagione 2008-2009 l'Yverdon, allenato da Vittorio Bevilacqua, concluse il campionato di Challenge League al 4º posto. In Coppa Svizzera l'Yverdon fu eliminato al secondo turno dal La Chaux-de-Fonds.

## Rosa
| N. |                       | Ruolo | Calciatore         |
| -- | --------------------- | ----- | ------------------ |
| 1  | Svizzera (bandiera)   | P     | Christopher Meylan |
| 2  | Portogallo (bandiera) | D     | Gilberto Reis      |
| 3  | Serbia (bandiera)     | C     | Safet Suljevic     |
| 4  | Svizzera (bandiera)   | A     | Lucien Dénervaud   |
| 6  | Svizzera (bandiera)   | D     | Pascal Oppliger    |
| 7  | Algeria (bandiera)    | A     | Khaled Gourmi      |
| 8  | Svizzera (bandiera)   | D     | Diego Büchel       |
| 9  | Nigeria (bandiera)    | A     | Edo                |
| 11 | Svizzera (bandiera)   | D     | Mehdi Challandes   |
| 12 | Svizzera (bandiera)   | C     | Manuel Bühler      |
| 14 | Svizzera (bandiera)   | C     | Jérémy Manière     |
| 15 | Francia (bandiera)    | C     | Bertrand N'Dzomo   |

| N. |                                 | Ruolo | Calciatore           |
| -- | ------------------------------- | ----- | -------------------- |
| 16 | Bosnia ed Erzegovina (bandiera) | D     | Mustafa Sejmenović   |
| 17 | Svizzera (bandiera)             | A     | Florent Pepsi        |
| 18 | Svizzera (bandiera)             | P     | Marwin Bauch         |
| 18 | Francia (bandiera)              | P     | Michaël Bauch        |
| 19 | Svizzera (bandiera)             | A     | Mario Gavranović     |
| 20 | Italia (bandiera)               | D     | Sébastien Meoli      |
| 22 | Macedonia del Nord (bandiera)   | C     | Saban Bektesi        |
| 23 | Portogallo (bandiera)           | D     | Yanis Da Moura       |
| 24 | Francia (bandiera)              | C     | Andy Laugeois        |
| 25 | RD del Congo (bandiera)         | A     | Mbala Mbuta Biscotte |
| 26 | Italia (bandiera)               | C     | Flavio Chioda        |

## Organigramma societario
Area tecnica
- Allenatore: Vittorio Bevilacqua
- Allenatore in seconda:
- Preparatore dei portieri:
- Preparatori atletici:

## Calciomercato

### Sessione estiva
| Acquisti | Acquisti         | Acquisti          | Acquisti |
| R.       | Nome             | da                | Modalità |
| -------- | ---------------- | ----------------- | -------- |
| A        | Lucien Dénervaud | Young Boys        |          |
| C        | Safet Suljevic   | Sion II           |          |
| D        | Diego Büchel     | Gossau            |          |
| A        | Mario Gavranović | Lugano            |          |
| A        | Khaled Gourmi    | Baulmes           |          |
| D        | Pascal Oppliger  | La Chaux-de-Fonds |          |

| Cessioni | Cessioni        | Cessioni       | Cessioni |
| R.       | Nome            | a              | Modalità |
| -------- | --------------- | -------------- | -------- |
| C        | Nicolas Marazzi | Losanna        |          |
| D        | Manuel Sene     | Stade Nyonnais |          |

### Sessione invernale
| Acquisti | Acquisti         | Acquisti | Acquisti |
| R.       | Nome             | da       | Modalità |
| -------- | ---------------- | -------- | -------- |
| D        | Mehdi Challandes | Zurigo   |          |

| Cessioni | Cessioni       | Cessioni  | Cessioni |
| R.       | Nome           | a         | Modalità |
| -------- | -------------- | --------- | -------- |
| C        | Micael Martins | Echallens |          |
| A        | Achille Njanke | Grenchen  |          |

## Risultati

### Challenge League

#### andata
| Arbitro: | Kever |

|                                 |           |  |
| Büchel 23’ Edo 34’ Oppliger 75’ | Marcatori |  |

| Arbitro: | Devouge |

|                             |           |                       |
| Kolling 9’ Maric 65’ (rig.) | Marcatori | 25’ Gourmi 63’ Carlos |

| Arbitro: | Wermelinger |

|  |           |                                                   |
|  | Marcatori | 41’ Costanzo 52’ Winter 69’ Merenda 90’ Muntwiler |

| Arbitro: | Bertolini |

|             |           |  |
| Schultz 48’ | Marcatori |  |

| Arbitro: | Bieri |

|              |           |                    |
| Heiniger 40’ | Marcatori | 66’ Edo 89’ Gourmi |

| Arbitro: | Winter |

|                                     |           |  |
| Biscotte 53’ (rig.), 71’ Bühler 83’ | Marcatori |  |

| Arbitro: | Devouge |

|                 |           |                                        |
| Murati 17’, 40’ | Marcatori | 14’ Oppliger 44’, 50’ Biscotte 66’ Edo |

| Arbitro: | Grossen |

|            |           |            |
| Thrier 86’ | Marcatori | 67’ Gourmi |

| Arbitro: | Poma |

|                                             |           |  |
| Oppliger 39’ Biscotte 46’ Gourmi 86’ (rig.) | Marcatori |  |

| Arbitro: | Graf |

|                             |           |                     |
| Biscotte 55’ Gavranović 77’ | Marcatori | 83’ Senger 89’ Kuhl |

| Arbitro: | Jaccottet |

|               |           |                                             |
| Rama 29’, 73’ | Marcatori | 54’, 64’ Biscotte 60’ Gavranović 90’ Gourmi |

| Arbitro: | Studer |

|              |           |               |
| Biscotte 65’ | Marcatori | 52’ Boumelaha |

| Arbitro: | Circhetta |

|            |           |                           |
| Silvio 15’ | Marcatori | 13’ Bühler 35’ Gavranović |

| Arbitro: | Lanfranchi |

|                        |           |           |
| Bühler 2’ Oppliger 90’ | Marcatori | 6’ Pasche |

| Arbitro: | Bieri |

|                       |           |  |
| Silva 31’ Valente 85’ | Marcatori |  |

#### ritorno
| Arbitro: | Klossner |

|           |           |           |
| Pepsi 26’ | Marcatori | 48’ Bieli |

| Arbitro: | Grossen |

|                                         |           |  |
| Weller 2’ Costanzo 20’, 68’ Cáceres 89’ | Marcatori |  |

| Arbitro: | Kever |

|                        |           |               |
| Meoli 25’ Biscotte 65’ | Marcatori | 70’ Karanović |

| Arbitro: | Gut |

|                |           |                |
| Sejmenović 72’ | Marcatori | 15’ Casasnovas |

| Arbitro: | Amhof |

|             |           |                |
| N'Diaye 84’ | Marcatori | 64’ Gavranović |

| Arbitro: | Klossner |

|                                    |           |                       |
| Gavranović 10’ Biscotte 89’ (rig.) | Marcatori | 37’ (rig.) de Azevedo |

| Arbitro: | Devouge |

|  |           |                                                                |
|  | Marcatori | 41’ Lüscher 47’ (rig.) Romano 60’ (rig.) Llumnica 87’ Barlecaj |

| Arbitro: | Studer |

|              |           |  |
| Pavlović 19’ | Marcatori |  |

| Locarno 22 aprile 2009, ore 18:00 CEST 24ª giornata | Locarno | 0 – 0 referto | Yverdon | Stadio del Lido (590 spett.)\| Arbitro: \| Rogalla \| |
| Arbitro:                                            | Rogalla |               |         |                                                       |

| Arbitro: | Hänni |

|                                                                      |           |            |
| Sejmenović 18’ Biscotte 32’ Gavranović 64’ Challandes 80’ Gourmi 90’ | Marcatori | 56’ Blumer |

| Arbitro: | Wermelinger |

|  |           |                                                    |
|  | Marcatori | 20’ Oppliger 24’ N'Dzomo 33’ Sejmenović 89’ Büchel |

| Arbitro: | Devouge |

|                |           |           |
| Gavranović 47’ | Marcatori | 35’ Gsell |

| Arbitro: | Amhof |

|              |           |                                |
| Miéville 12’ | Marcatori | 11’ Oppliger 33’ Edo 80’ Meoli |

| Arbitro: | Gut |

|                              |           |                |
| Hélin 43’, 74’ Boughanem 90’ | Marcatori | 70’ Gavranović |

| Arbitro: | Hussain |

|                  |           |           |
| Edo 2’ Pepsi 69’ | Marcatori | 80’ Silva |

### Coppa Svizzera
| 20 settembre 2008, ore 15:00 CEST Primo turno | Le Locle | 0 – 7 | Yverdon |  |

| 18 ottobre 2008, ore 17:30 CEST Secondo turno | Yverdon | 1 – 2 | La Chaux-de-Fonds |  |

## Statistiche

### Statistiche di squadra
| Competizione     | Punti | In casa | In casa | In casa | In casa | In casa | In casa | In trasferta | In trasferta | In trasferta | In trasferta | In trasferta | In trasferta | Totale | Totale | Totale | Totale | Totale | Totale | DR  |
| Competizione     | Punti | G       | V       | N       | P       | Gf      | Gs      | G            | V            | N            | P            | Gf           | Gs           | G      | V      | N      | P      | Gf     | Gs     | DR  |
| ---------------- | ----- | ------- | ------- | ------- | ------- | ------- | ------- | ------------ | ------------ | ------------ | ------------ | ------------ | ------------ | ------ | ------ | ------ | ------ | ------ | ------ | --- |
| Challenge League | 51    | 15      | 8       | 5       | 2       | 28      | 19      | 15           | 6            | 4            | 5            | 24           | 22           | 30     | 14     | 9      | 7      | 52     | 41     | +11 |
| Coppa Svizzera   | -     | 1       | 0       | 0       | 1       | 1       | 2       | 1            | 1            | 0            | 0            | 7            | 0            | 2      | 1      | 0      | 1      | 8      | 2      | +6  |
| Totale           | 51    | 16      | 8       | 5       | 3       | 29      | 21      | 16           | 7            | 4            | 5            | 31           | 22           | 32     | 15     | 9      | 8      | 60     | 43     | +17 |

### Andamento in campionato
| Giornata  | 1 | 2 | 3  | 4  | 5 | 6 | 7 | 8 | 9 | 10 | 11 | 12 | 13 | 14 | 15 | 16 | 17 | 18 | 19 | 20 | 21 | 22 | 23 | 24 | 25 | 26 | 27 | 28 | 29 | 30 |
| --------- | - | - | -- | -- | - | - | - | - | - | -- | -- | -- | -- | -- | -- | -- | -- | -- | -- | -- | -- | -- | -- | -- | -- | -- | -- | -- | -- | -- |
| Luogo     | C | T | C  | T  | T | C | T | T | C | C  | T  | C  | T  | C  | T  | C  | T  | C  | C  | T  | C  | C  | T  | T  | C  | T  | C  | T  | T  | C  |
| Risultato | V | N | P  | P  | V | V | V | N | V | N  | V  | N  | V  | V  | P  | N  | P  | V  | N  | N  | V  | P  | P  | N  | V  | V  | N  | V  | P  | V  |
| Posizione | 3 | 6 | 10 | 10 | 8 | 5 | 5 | 4 | 3 | 4  | 3  | 3  | 3  | 3  | 3  | 3  | 4  | 3  | 3  | 3  | 3  | 3  | 4  | 4  | 3  | 3  | 3  | 3  | 4  | 4  |

Legenda:

Luogo: C = Casa; T = Trasferta. Risultato: V = Vittoria; N = Pareggio; P = Sconfitta.

### Statistiche dei giocatori
| M. Bauch      | 25 | 0  | 0 | 0 |
| M. Bauch      | 0  | 0  | 0 | 0 |
| S. Bektesi    | 1  | 0  | 0 | 0 |
| M. Biscotte   | 29 | 12 | 2 | 0 |
| D. Büchel     | 24 | 2  | 3 | 0 |
| M. Bühler     | 15 | 3  | 3 | 0 |
| L. Carlos     | 5  | 1  | 0 | 0 |
| M. Challandes | 11 | 1  | 1 | 0 |
| F. Chioda     | 1  | 0  | 0 | 0 |
| K. Diouf      | 4  | 0  | 1 | 0 |
| L. Dénervaud  | 14 | 0  | 1 | 0 |
| E. Edo        | 15 | 5  | 1 | 0 |
| J. Gaballa    | 3  | 0  | 0 | 0 |
| M. Gavranović | 20 | 8  | 3 | 0 |
| K. Gourmi     | 30 | 6  | 1 | 0 |
| K. Kaddour    | 7  | 0  | 0 | 0 |
| A. Laugeois   | 30 | 0  | 1 | 0 |
| J. Manière    | 1  | 0  | 0 | 0 |
| M. Martins    | 3  | 0  | 1 | 0 |
| S. Meoli      | 22 | 2  | 3 | 0 |
| C. Meylan     | 6  | 0  | 0 | 1 |
| Y. Moura      | 2  | 0  | 1 | 0 |
| B. N'Dzomo    | 27 | 1  | 5 | 0 |
| P. Oppliger   | 28 | 6  | 2 | 2 |
| F. Pepsi      | 20 | 2  | 2 | 0 |
| A. Rachane    | 3  | 0  | 0 | 0 |
| G. Reis       | 18 | 0  | 2 | 0 |
| M. Sejmenović | 28 | 3  | 4 | 0 |
| S. Suljevic   | 18 | 0  | 2 | 0 |